# Cèl·lula gegant

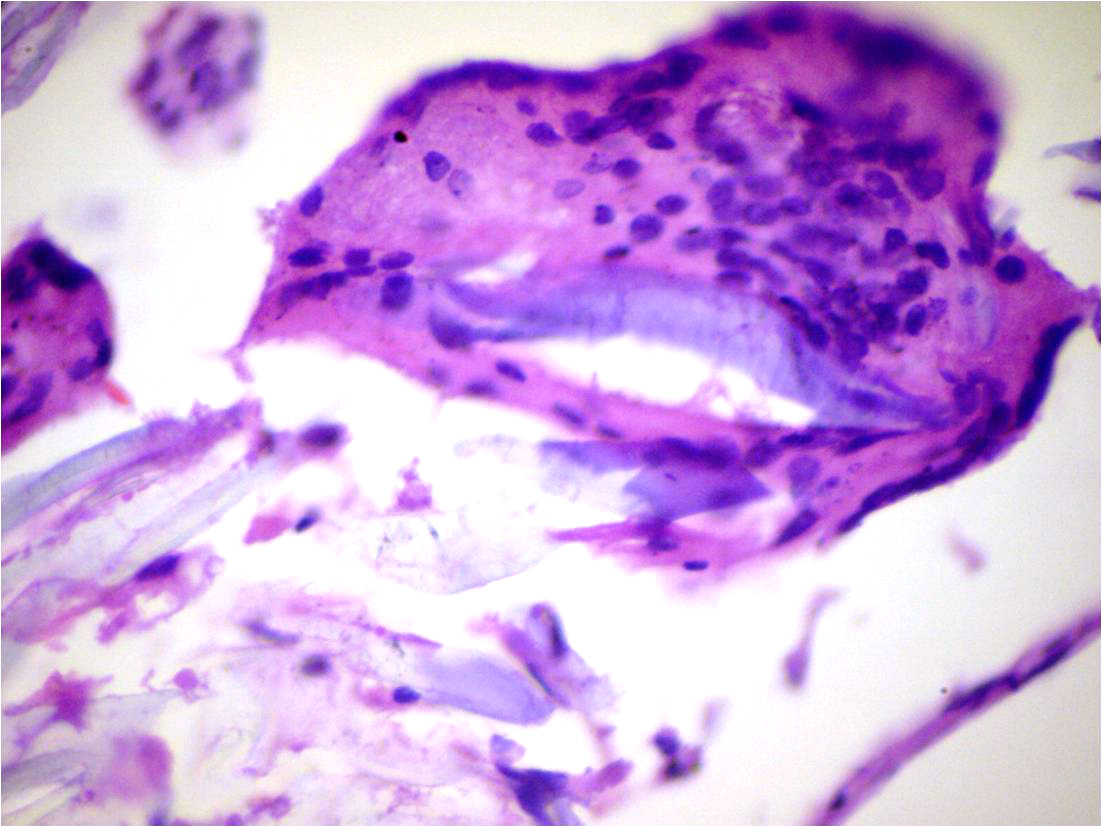
Cèl·lula gegant engullint un cos estrany

Una cèl·lula gegant (o cèl·lula gegant multinucleada) és una massa formada per la unió de diverses cèl·lules diferents (normalment histiòcits), sovint formant un granuloma. Pot aparèixer com a resposta a una infecció, com per exemple, de tuberculosi, herpes o VIH, o un cos estrany. Aquestes cèl·lules gegants multinucleades són cèl·lules del llinatge dels monòcits o macròfags fusionats entre si.
Els tipus inclouen cèl·lula gegant per cos estrany, cèl·lula gegant de Langhans, cèl·lula gegant de Touton, arteritis de cèl·lules gegants i cèl·lula Reed-Sternberg.